# A15高速公路 (法國)
A15高速公路是法国的一条高速公路，全长24千米，于1969年建成通车。A15始于热讷维利耶，与A86高速公路相连，终于塞尔吉，与14号国道相连。目前，有提议向西延长该高速至鲁昂。